# Casino Constanța

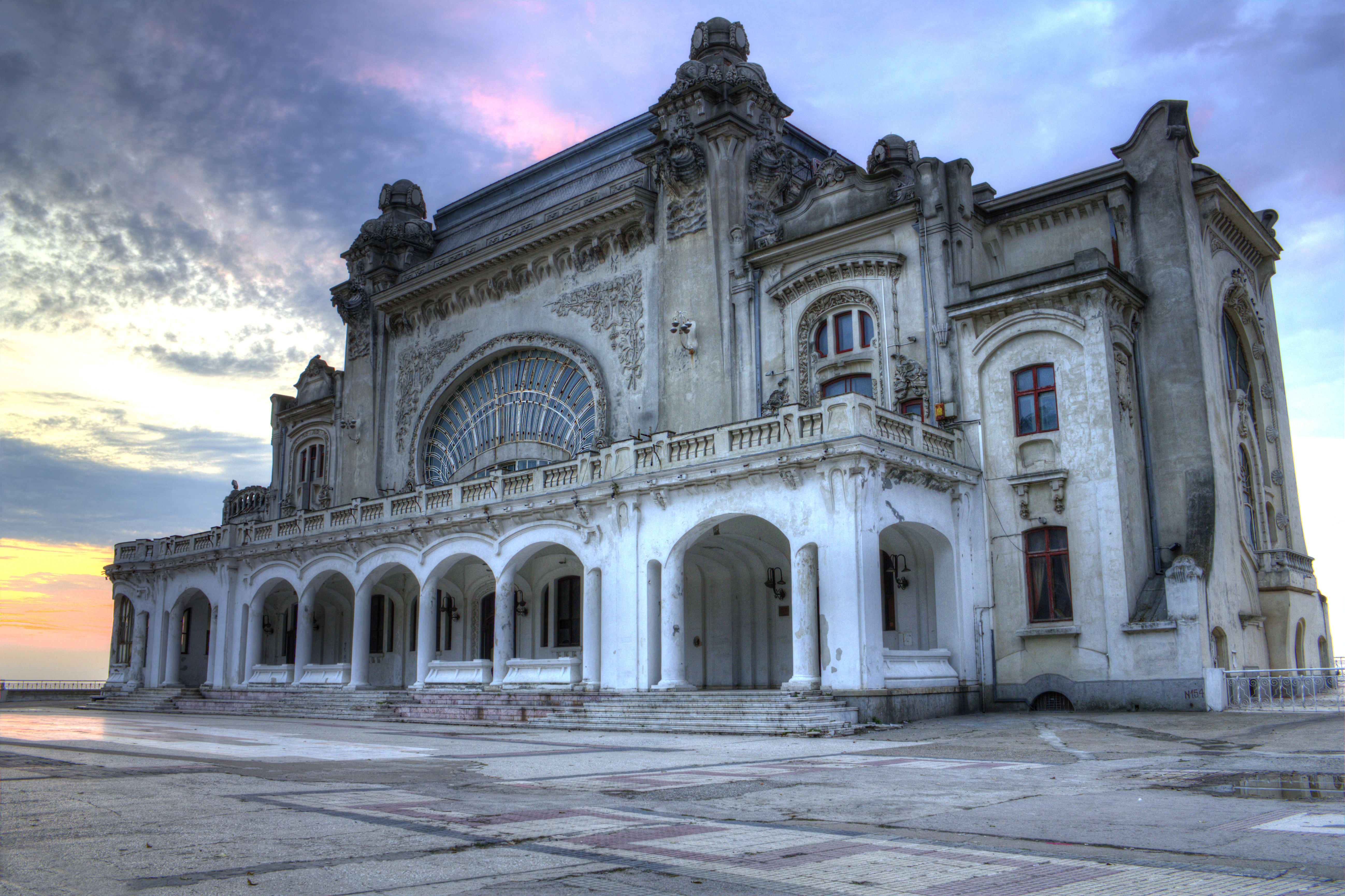
Blick auf das Casinogebäude

Das Casino in Constanța (rumänisch Cazinoul din Constanța) ist ein im Jugendstil gestaltetes historisches Spielkasino in der rumänischen Hafenstadt Constanța am Schwarzen Meer. Das rumänische Kulturministerium führt es als historisches Monument.
Das Gebäude befindet sich am Elisabeta-Boulevard (Nr. 4) an der Strandpromenade im historischen Peninsulă-Bezirk der Stadt, direkt am Meer.

## Geschichte
Das Casino wurde insgesamt dreimal aufgebaut, wobei die erste Version aus dem Jahre 1880 noch aus Holz errichtet wurde. Ursprünglich wurde das Gebäude als Freizeittreffpunkt für Prominenz, Eliten und die zahlungskräftige Oberschicht konzipiert. 1910 wurde das Casino in seiner jüngsten Version nach den Plänen des rumänischen Architekten Daniel Renard (geboren 1871 in Dragomirești, studierte in Frankreich an der École nationale supérieure des beaux-arts de Paris bei Julien Guadet und Edmond Paulin) im Jugendstil gestaltet. Es gilt als bekanntester Jugendstilbau des Landes und als Wahrzeichen der Stadt. In diesem Zustand blieb die Einrichtung – unterbrochen durch die beiden Weltkriege – 38 Jahre lang in Betrieb. Im Ersten Weltkrieg, dem Rumänien 1916 auf Seiten der Entente beitrat, wurde das Gebäude von der Deutschen sowie der Bulgarischen Arme angegriffen und beschädigt. Im Zweiten Weltkrieg wurde es verwüstet und fungierte auch einmal als Notbehelfslazarett. 1948 wurde es von der kommunistischen Regierung übernommen und zum Haus der Kultur (Casa de Cultură a Sindicatelor) für die Kommunistische Partei umgewandelt, bis es 1960 an das Nationale Büro für Tourismus (Oficiul Național de Turism (ONT)) übergeben wurde. Weitgreifendere Reparaturen fanden in den Jahren von 1986 bis 1988 statt. Nach 1990 verfiel das Gebäude und nach langem Hin-und-her sowie zahlreichen Anläufen gab es ab Dezember 2019 einen Instandsetzungs- und Sanierungsvertrag, dessen auf 27 Monate veranschlagte Arbeiten am 15. Januar 2020 begannen. Mitte 2023 konnte die Sanierung der Fassade abgeschlossen werden. Mit dem Abschluss sämtlicher Arbeiten, ist das Gebäude seit dem 21. Mai 2025 wieder für die Öffentlichkeit zugänglich.

## Trivia
- Der Film Jugend ohne Jugend von Francis Ford Coppola enthält Szenen, die 2006 im Speisesaal des Gebäudes gedreht wurden.
- Im Film Miracolul din Tekir (Das Wunder von Tekir, 2015) der rumänischen Regisseurin Ruxandra Zenide dient das Casino als Wellnesshotel „Tekir“.